# Darna (Achham)
Darna (nep. दर्ना) – gaun wikas samiti w zachodniej części Nepalu w strefie Seti w dystrykcie Achham. Według nepalskiego spisu powszechnego z 2011 roku liczył on 801 gospodarstw domowych i 4387 mieszkańców (2499 kobiet i 1888 mężczyzn).